# Tockus hemprichii
Tockus hemprichii là một loài chim trong họ Bucerotidae.